# George Winston
George Winston (Michigan, 1949 – 4 de junho de 2023) foi um pianista americano que cresceu em Miles City (Montana) e no Mississippi. Suas peças são auto-classificadas como "piano popular rural", embora muitos simplesmente associem o pianista com a música New age.
Entre seus álbuns, pode-se citar Linus and Lucy - The Music of Vince Guaraldi, um álbum com versões das músicas de Vince Guaraldi, compositor das trilhas sonoras dos Peanuts, e Night Divides the Day - The Music of the Doors, um álbum com versões solo de piano de músicas do The Doors. Ele também compôs as trilhas sonoras de The Velveteen Rabbit, Sadako and the Thousand Paper Cranes e A Baker's Dozen of Daily Breads and More. Lançou ainda Remembrance - A Memorial Benefit e Gulf Coast Blues & Impressions: A Hurricane Relief Benefit, álbuns cujas arrecadações seriam utilizadas para ajudar vítimas dos Ataques de 11 de Setembro de 2001 e do Furacão Katrina, respectivamente.
Seu álbum Forest lhe rendeu um Grammy de "Melhor álbum de New Age" em 1996.
Possui sua própria gravadora, Dancing Cat Records.

## Morte
Winston morreu em 4 de junho de 2023, aos 73 anos.

## Discografia
- 1972 Ballads and Blues
- 1980 Autumn
- 1982 Winter into Spring
- 1982 December
- 1991 Summer
- 1994 Forest
- 1996 Linus and Lucy - The Music of Vince Guaraldi
- 1999 Plains
- 2001 Remembrance - A Memorial Benefit
- 2002 Night Divides the Day - The Music of the Doors
- 2005 Montana - A Love Story
- 2006 Gulf Coast Blues & Impressions: A Hurricane Relief Benefit

### Trilhas sonoras
- 1983 The Velveteen Rabbit
- 1995 Sadako and the Thousand Paper Cranes
- 1989 A Baker's Dozen of Daily Breads and More